# Yukihiro Matsumoto

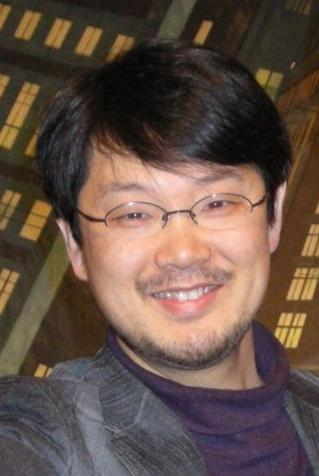
Yukihiro Matsumoto

Yukihiro Matsumoto (Japans: 松本行弘) (14 april 1965) is een Japans informaticus en ontwerper van de programmeertaal Ruby. Soms wordt hij ook Matz genoemd.

## Biografie
Matz werd geboren in de prefectuur Osaka in Japan. Hij behaalde zijn diploma als informaticus op de universiteit van Tsukuba. Tevens is Matz lid bij de Kerk van Jezus Christus van de Heiligen der Laatste Dagen. Hij is getrouwd en heeft 4 kinderen.